# ویبک ۲۴۱۴
سیارک ۲۴۱۴ (به انگلیسی: 2414 Vibeke، نامگذاری:1931UG) دو هزار و چهارصد و چهاردهمین سیارک کشف شده‌است که در ۱۸ اکتبر ۱۹۳۱ و در هایدلبرگ کشف شد.
قدر مطلق سیارک برابر ۱۱٫۷۰ است.